# Mönchsfeld (Küps)
Mönchsfeld ist eine Wüstung auf dem Gemeindegebiet des Marktes Küps im Landkreis Kronach (Oberfranken, Bayern).

## Geographie
Die Einöde lag auf einer Höhe von 364 m ü. NHN und war von Acker- und Grünland umgeben, das ebenfalls als Mönchsfeld bezeichnet wurde. 0,5 km südlich befand sich das Mönchsfelder Holz, 0,6 km nördlich der Weiler Hummenberg. Das Waldgebiet Mönchsfelder Holz gibt es bis heute. Dort befindet sich der Pfersag-Wasserfall, der als Geotop ausgezeichnet ist.

## Geschichte
Gegen Ende des 18. Jahrhunderts bestand Mönchsfeld aus 3 Anwesen. Das Hochgericht übte das bambergische Centamt Weismain aus. Grundherren waren das Rittergut Nagel-Oberlangenstadt (1 Haus, 1 Schafhof) und das sachsen-hildburghausische Amt Sonnefeld (1 Gütlein).
Mit dem Gemeindeedikt wurde Mönchsfeld dem 1808 gebildeten Steuerdistrikt Oberlangenstadt und der 1818 gebildeten Ruralgemeinde Oberlangenstadt zugewiesen. 1818 bestand der Ort aus drei Anwesen mit 18 Einwohnern. 1867 wurde der Ort in einem Ortsverzeichnis letztmals aufgelistet.

## Religion
Der Ort war evangelisch-lutherisch geprägt und nach St. Jakob (Küps) gepfarrt.